# Gertraud Hamburger
Gertraud Hamburger (* 2. Mai 1953 in Kandel; † 12. April 2020 in Wörth am Rhein) war eine deutsche Malerin.

## Werdegang
Nach dem Abitur 1971 am St. Dominikus-Mädchengymnasium in Karlsruhe begann sie ihr Studium an der Staatlichen Akademie der Bildenden Künste Karlsruhe. Im Jahr 1977 wurde sie dort Meisterschülerin bei Klaus Arnold.
Bis zum Ende des Studiums 1979 reiste sie zu Studienaufenthalten nach Paris und Madrid. Eine lange Studienreise führte sie durch Peru, wo zahlreiche Landschaftsbilder und Porträts entstanden.
Im Jahr 1983 erhielt Gertraud Hamburger ein Arbeitsstipendium der Kunststiftung Baden-Württemberg. Die in dieser Zeit entstandenen Werke wurden 1984 im Haus der Kunststiftung in Stuttgart ausgestellt.
Ab 1990 arbeitete sie mit dem Bildhauer Friedrich Riedelsberger zusammen.

## Auszeichnungen
- Preis der Staatlichen Akademie Karlsruhe
- 1. Preis der Alpirsbacher Galerie
- Albert-Haueisen-Förderpreis 1988/89[3]
- Willibald-Gänger Förderpreis

## Arbeiten im öffentlichen Besitz (Auswahl)
- Ministerium für Bildung und Kultur, Mainz
- Pfalzgalerie Kaiserslautern
- Regierungspräsidium Nord-Baden
- Stadt Balingen
- Städtische Galerie Prinz-Max-Palais, Karlsruhe

## Arbeiten im öffentlichen Raum
In dieser Epoche entstanden die Skulpturen „Zwischenraum“, aufgestellt in Neckargemünd (1990);„Grenzraum“ in Schweigen an der Weinstraße (1991) und „Zwei Steine“ (2000), vorübergehend ausgestellt vor dem Münster in Straßburg. Ihren endgültigen Standort fanden die Zwei Steine in Bethlehem.

## Einzelausstellungen
- 1979: Vernissage – Atelier Weihe, Speyer
- 1981: Galerie Auernheimer, Badenheim
- 1983: Zentrum für interdisziplinäre Forschung, Bielefeld
- 1983: Staatliche Akademie der Künste, Karlsruhe (mit Robert Schad; H. Pippig)[4]
- 1984: Kunstverein, Rastatt
- 1984:  Kunststiftung Baden-Württemberg
- 1984: Kunstkreis, Tuttlingen
- 1988: Kunst im Taubengarten, Grünstadt

## Ausstellungsbeteiligungen
Seit 1977 u. a.: Kunstgebäude Stuttgart. Kunstverein Mannheim. Villa Merkel Esslingen. Schwarzes  Kloster Freiburg. Kunstverein Karlsruhe. Pfalzgalerie Kaiserslautern. Bodenseemuseum Friedrichshafen. Prinz-Max-Palais Karlsruhe. Kunsthalle Baden-Baden. Kunsthaus Hamburg. Marktschlösschen Halle. Städtische Galerie Bietigheim-Bissingen. Xylon-Museum Schwetzingen. Gewerbe-Museum Winterthur. Badenwerk Karlsruhe. Neue Sächsische Galerie Chemnitz. Kulturhistorisches Museum Merseburg. FRAC Dijon